# NGCC Alexander Henry
Le NGCC Alexander Henry est un ancien brise-glace léger et baliseur de la Garde côtière canadienne (GCC) qui a servi sur les Grands Lacs de 1959 à 1984. En 1986, le navire a été remis au Musée marin des Grands Lacs à Kingston, Ontario, pour être conservé en tant que navire musée. Auparavant, pendant les mois d'été, le navire était également exploité comme gîte touristique.
En 2017, le navire a été vendu à la Lakehead Transportation Museum Society  à Thunder Bay, en Ontario, et en juin, a été déplacé sur le front du port de la ville, où Alexander Henry continue en tant que navire-musée.

## Histoire opérationnelle
Le navire a été construit par la Western Dry Dock and Shipbuilding Company à leur chantier naval de Port Arthur (maintenant Thunder Bay), et mis à l'eau le 18 juillet 1958. Le brise-glace est entré en service en juillet 1959 avec le service maritime du ministère des Transports sous le nom de NGC Alexander Henry en utilisant le préfixe "Navire du Gouvernement Canadien". Nommé d'après Alexander Henry l'aîné, un explorateur et commerçant de fourrures britannique du XVIIIe siècle. Le navire a ensuite été transféré en 1962 à la nouvelle Garde côtière canadienne et reçut le nouveau préfixe "Navire de la Garde côtière canadienne" (NGCC).
Le NGCC Alexander Henry a effectué toute sa carrière de garde côtière sur les Grands Lacs, en poste sur le lac Supérieur. En 1976, le navire a été utilisé pour une expérience testant la capacité de déglaçage d'une plate-forme stationnaire poussée devant le navire. Attachée à la proue du navire, la plate-forme de vol stationnaire fonctionnait bien dans certaines conditions, mais exigeait trop de carburant et faisait trop de bruit. La plate-forme de vol stationnaire est également devenue un obstacle au navire en cas de panne de la plate-forme. Le déploiement prévu sur les cargos n'a jamais été approuvé et, bien que l'expérience ait échoué, des aéroglisseurs automoteurs sont maintenant utilisés pour le déglaçage. Alexander Henry a pris sa retraite du service en 1985 après l'entrée en service du NGCC Samuel Risley.

## Préservation
En juin 1985, Alexander Henry a été transféré au Musée marin des Grands Lacs à Kingston, en Ontario, pour devenir un navire-musée. Le navire a été utilisé comme galerie maritime flottante et chambre d'hôtes saisonnière par le musée.
Alexander Henry est entré en cale sèche à Kingston en 2010 pour subir une inspection pour les problèmes de conservation. À la suite de la vente de la propriété au début de 2016 dans laquelle le Musée de la Marine était logé, le musée a été forcé de trouver un nouvel emplacement pour Alexander Henry. Le navire a été temporairement hébergé par un entrepreneur local jusqu'à ce que le sort de l'ancien navire de la Garde côtière puisse être déterminé. La ville de Kingston a reçu trois options et l'offre de le vendre à Thunder Bay, où le navire avait été construit, fut l'alternative la moins chère pour se débarrasser du navire.
La Lakehead Transportation Museum Society a acheté le navire le 11 avril 2017 et a reçu 125.000 $ fournis par la ville de Thunder Bay pour couvrir les frais de remorquage pour amener le navire de Kingston à Thunder Bay. Alexander Henry a quitté Kingston le 20 juin et est arrivé à Thunder Bay le 28 juin. Le navire a été amarré temporairement au Dock jusqu'à ce que le site permanent soit prêt le long du front de mer de la ville. Le navire musée a ouvert aux visites publiques dès le 18 juillet.

## Galerie

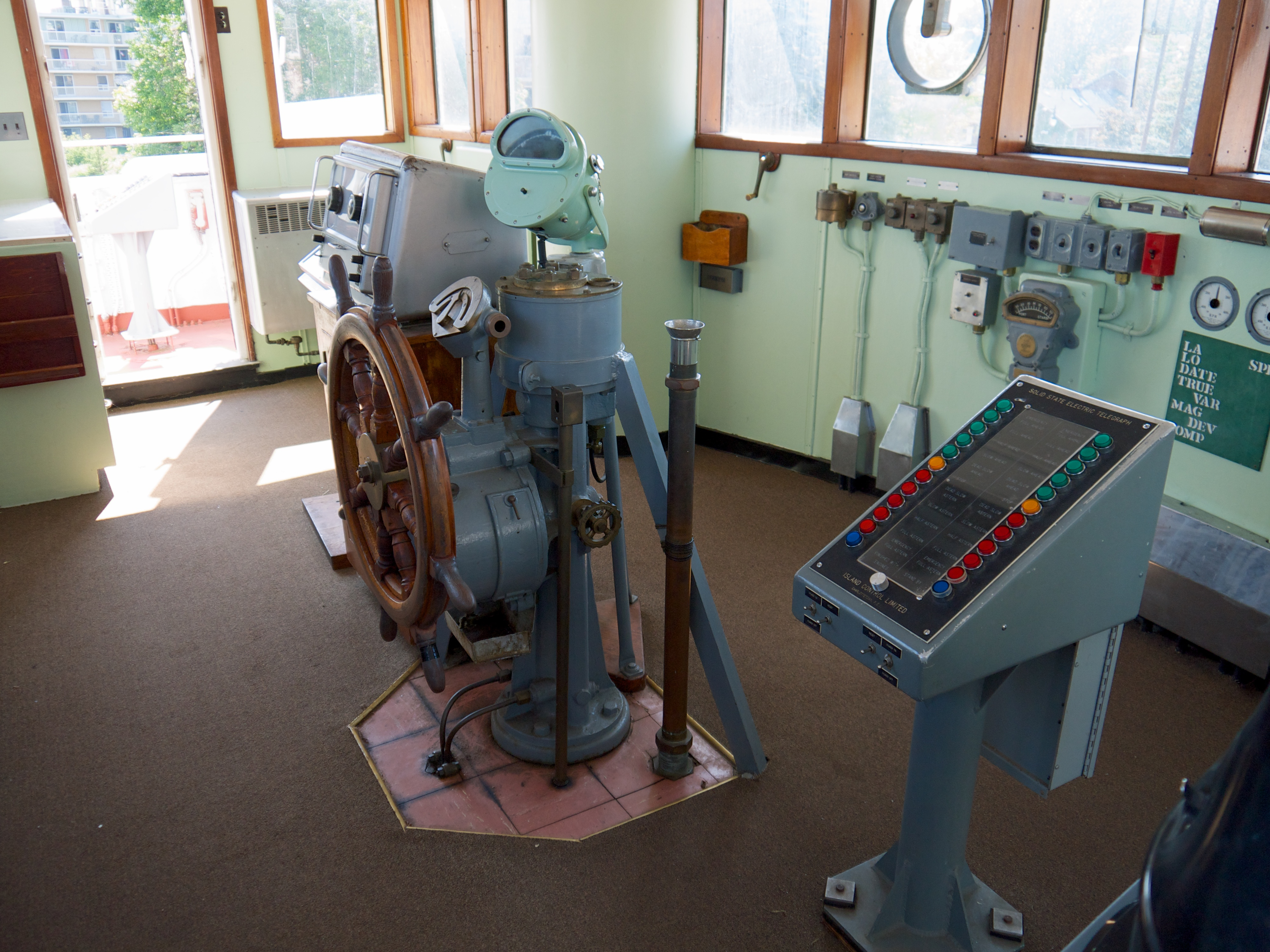
La passerelle
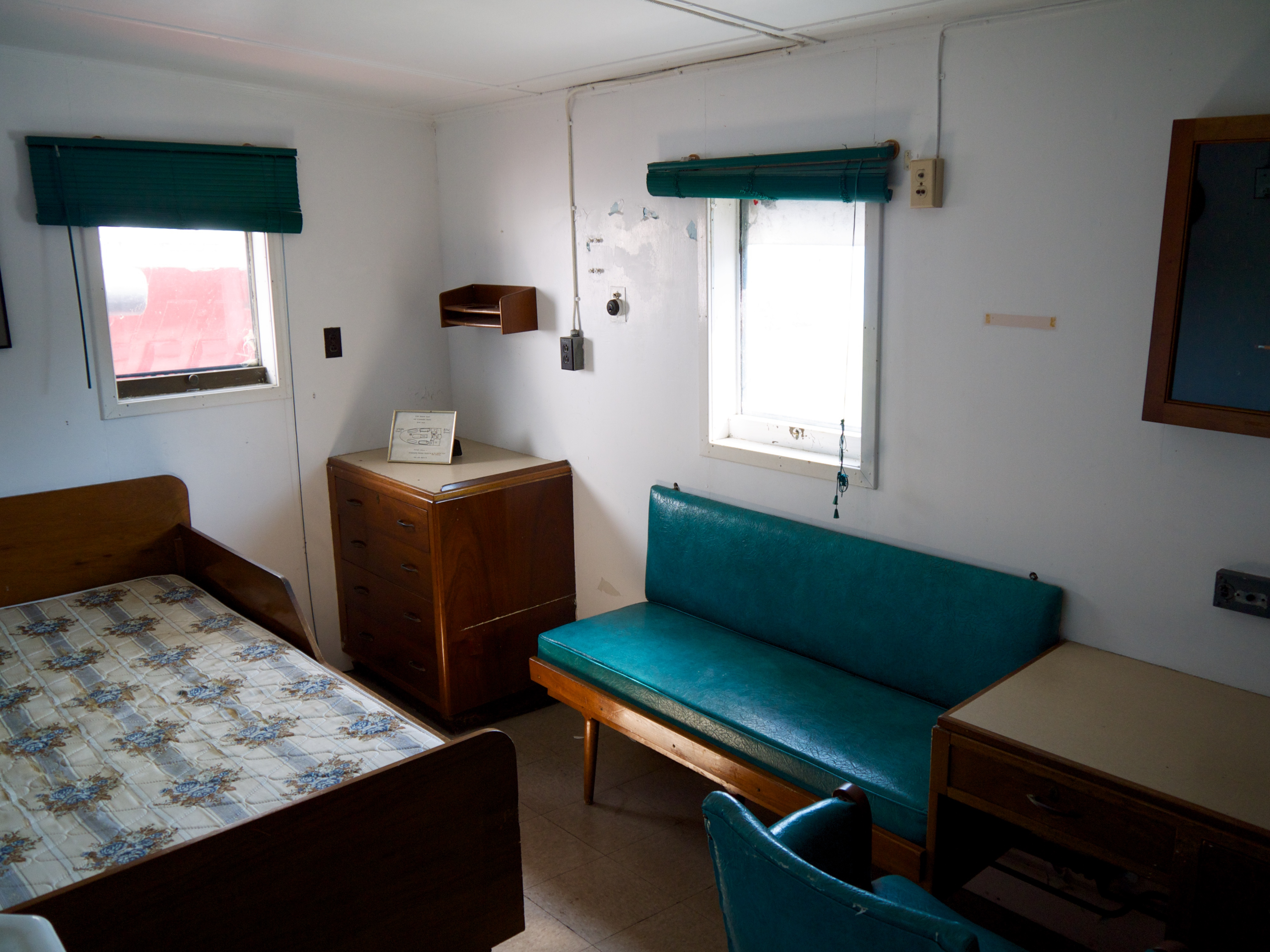
Une cabine
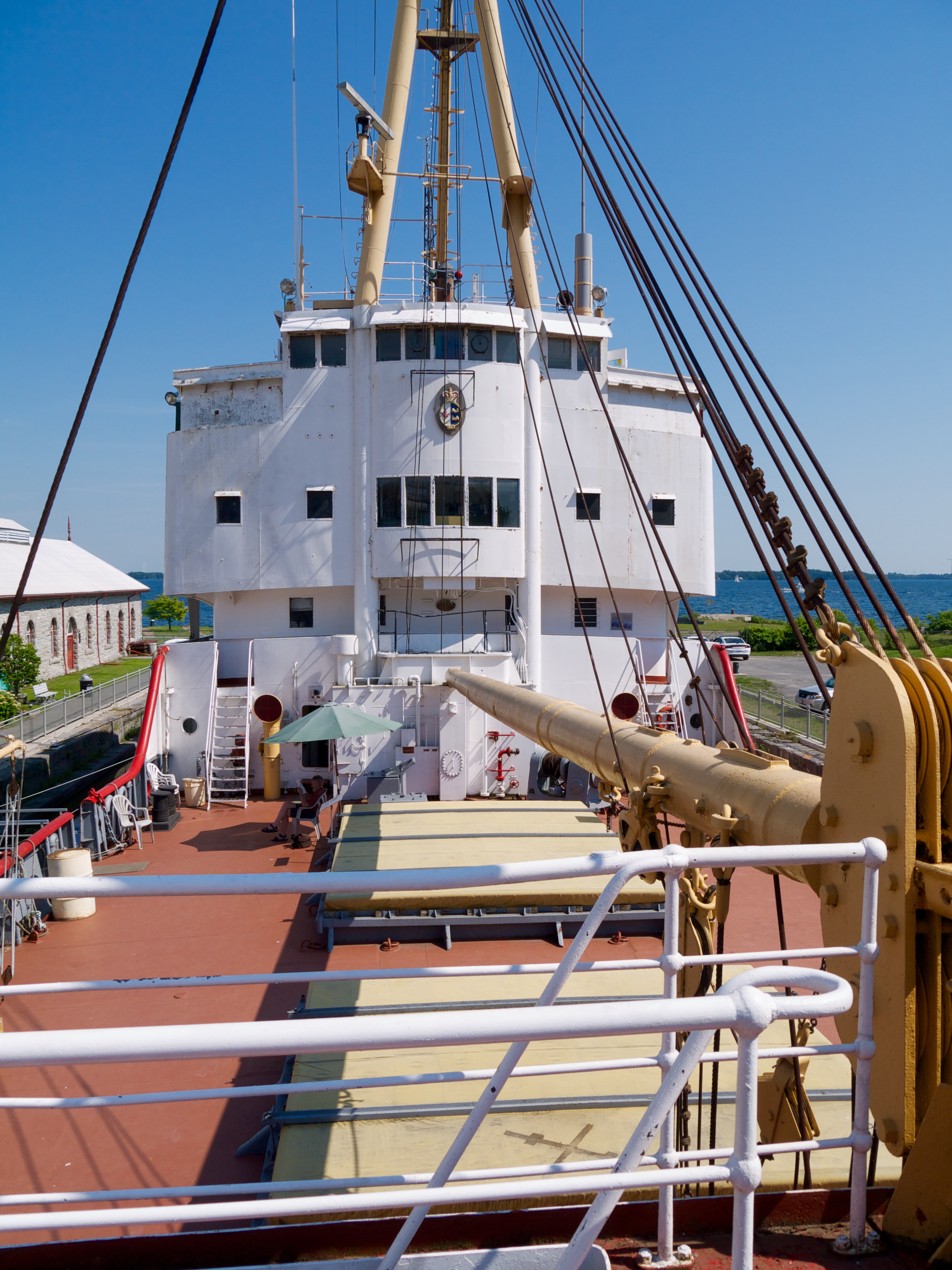
Le pont